# Шарков, Валентин Иванович
Валентин Иванович Шарков (04.09.1923, Углич — 28.04.1983, Москва) — заместитель командира эскадрильи 218-го штурмового Слуцкого Краснознамённого авиационного полка (299-й штурмовой Нежинской Краснознамённой ордена Суворова авиационной дивизии, 16-й воздушной армии, 1-го Белорусского фронта), гвардии старший лейтенант. Герой Советского Союза.

## Биография
Родился 4 сентября 1923 года в городе Углич ныне Ярославской области в семье служащего. Член ВКП(б)/КПСС с 1944 года. Окончил 10 классов в городе Москве. Работал учеником механика-сборщика на заводе «Геофизика». Одновременно учился в аэроклубе Дзержинского района столицы.
В 1940 году был призван в Красную Армию и направлен в лётную школу. В октябре 1942 окончил Энгельсскую военную авиационную школу лётчиков. Принимал участие в боях на Брянском, Центральном, Белорусском и 1-м Белорусском фронтах. Был лётчиком, командиром звена, заместителем командира эскадрильи.
В конце февраля 1943 года группа штурмовиков, в составе которой находился и Шарков, вылетела на штурмовку переднего края обороны противников в районе Мценска. Но в ходе полёта они были перенацелены на танковую колонну, двигавшуюся по шоссе из Карачева к Орлу. Шарков одним из первых обрушил на колонну бомбы, реактивные снаряды и пушечно-пулемётный огонь. Шесть заходов совершили лётчики. От многих вражеских танков и автомашин осталась лишь груда искорёженного металла. На обратном пути Ил-2 на замыкающего Шаркова напала пара истребителей ФВ-190 и отсекла его от строя. Пришлось лётчику со своим стрелком вести неравный бой, выполнять различные тактические приёмы. В результате повреждённый и изрешечённый очередями Ил-2 Шаркову удалось посадить на своей территории, а в ходе боя стрелок меткой очередью сбил одного «фоккера».
Во время сражения на Курской дуге лейтенант Шарков уже командовал звеном. 14 июля 1943 года экипажу Шаркова было поручено уничтожить зенитные точки на аэродроме Стишь, южнее Орла. Самолёт Шаркова взлетел в темноте. Ему удалось заставить замолчать вражескую зенитную батарею. Тем временем основная группа приблизилась к аэродрому. Налетели так неожиданно, что противники не успели даже погасить посадочные огни, зажжённые для приёма своих самолётов. В этом бою Шаркову удалось подбить 2 самолёта и разрушить служебное здание. За мужество и отвагу, проявленные во время уничтожения укреплений, техники и живой силы врага в Орловско-Курской операции, командир звена Шарков был награждён орденом Красной Звезды.
В боях при форсировании Днепра Шарков произвёл 10 боевых вылетов. 15 октября 1943 года он водил группу «илов» на штурмовку войск противника на правом берегу реки в районе села Бабовичи. Пролетев по тактически грамотно избранному командиром маршруту, группа Ил-2 внезапно обрушилась на противников. В течение 25-и минут лётчики держали противника под непрерывным огнём, в течение которых наши наземные части получили возможность форсировать Днепр и занять ряд опорных пунктов. За участие в Севской, Гомельской, Мозырской операциях, активное содействие нашим наземным войскам при форсирования Днепра и удержание плацдарма на правобережье Шарков был награждён вторым орденом Красного Знамени.
Во время Белорусской операции старший лейтенант Шарков был заместителем командира 1-й эскадрильи 218-го штурмового авиационного полка. 24 июня 1944 года он поднялся в свой 85-й боевой вылет, возглавляя восьмёрку «илов» для удара по коммуникациям врага юго-западнее Жлобина. Колонна вражеской техники, несмотря на густой туман, была найдена и «обработана». После пятого захода замыкающий успел сфотографировать результаты удара. На фотографиях командование насчитало более двух десятков очагов пламени, несколько разбитых танков, машин, штабных автобусов, вокруг которых лежали трупы фашистов.
Через несколько дней лётчики штурмовой дивизии, в состав которой входил полк Шаркова, наносили бомбово-штурмовые удары по окружённой группировке противника в районе Бобруйска. Действия нашей авиации оказались очень эффективными. Группировку врага, готовившуюся к прорыву из окружения, удалось рассеять. К боевым наградам Валентина Шаркова прибавился орден Отечественной войны 2-й степени.
К концу августа 1944 года заместитель командира эскадрильи 218-го штурмового авиационного полка старший лейтенант Шарков совершил 93 боевых вылета, уничтожил значительное количество боевой техники и живой силы противника и был представлен к геройскому званию. Пока представление ходило по инстанциям, бои продолжались. Через несколько дней полк стал 173-м гвардейским и вёл бои на территории Польши.
Указом Президиума Верховного Совета СССР от 23 февраля 1945 года за образцовое выполнение заданий командования и проявленные мужество и героизм в боях с немецко-вражескими захватчиками старшему лейтенанту Шаркову Валентину Ивановичу присвоено звание Героя Советского Союза с вручением ордена Ленина и медали «Золотая Звезда».
Последние месяцы Великой Отечественной войны Шарков провёл в непрерывных боевых вылетах на Варшавском, а затем на Берлинском направлениях. Количество боевых вылетов лётчика-штурмовика перевалило за сотню.
В 1946 году по состоянию здоровья В. И. Шарков демобилизовался из рядов армии. С 1948 года служил в органах госбезопасности. С 1963 года полковник В. И. Шарков — в запасе. Жил в городе-герое Москве. Умер 28 апреля 1983 года. Похоронен на Ваганьковском кладбище.
Награждён орденом Ленина, двумя орденами Красного Знамени, орденами Отечественной войны 2-й степени, Красной Звезды, медалями.